# Lijst van voetbalinterlands Bosnië en Herzegovina - Denemarken
Deze lijst van voetbalinterlands is een overzicht van alle officiële voetbalwedstrijden tussen de nationale teams van Bosnië en Herzegovina en Denemarken. De landen speelden tot op heden zes keer tegen elkaar. De eerste ontmoeting, een kwalificatiewedstrijd voor het Wereldkampioenschap voetbal 1998, werd gespeeld in Kopenhagen op 8 juni 1997. Het laatste duel, een vriendschappelijke wedstrijd, vond plaats op 6 juni 2021 in Brøndby.

## Wedstrijden
| № | Plaats     | Datum            | Competitie           | Wedstrijd                          | Uitslag |
| - | ---------- | ---------------- | -------------------- | ---------------------------------- | ------- |
| 1 | Kopenhagen | 8 juni 1997      | WK 1998 kwalificatie | Denemarken – Bosnië en Herzegovina | 2 – 0   |
| 2 | Sarajevo   | 20 augustus 1997 | WK 1998 kwalificatie | Bosnië en Herzegovina – Denemarken | 3 – 0   |
| 3 | Kopenhagen | 2 april 2003     | EK 2004 kwalificatie | Denemarken – Bosnië en Herzegovina | 0 – 2   |
| 4 | Sarajevo   | 11 oktober 2003  | EK 2004 kwalificatie | Bosnië en Herzegovina – Denemarken | 1 – 1   |
| 5 | Toyota     | 3 juni 2016      | Vriendschappelijk    | Bosnië en Herzegovina – Denemarken | 2 – 2   |
| 6 | Brøndby    | 6 juni 2021      | Vriendschappelijk    | Denemarken − Bosnië en Herzegovina | 2 − 0   |

## Samenvatting
| Competitie        | Totaal gespeeld | Winst Bosnië en Her. | Gelijk | Winst Denemarken | Doelsaldo Bosnië en Her. – Denemarken |
| ----------------- | --------------- | -------------------- | ------ | ---------------- | ------------------------------------- |
| WK-kwalificatie   | 2               | 1                    | 0      | 1                | 3 − 2                                 |
| EK-kwalificatie   | 2               | 1                    | 1      | 0                | 3 − 1                                 |
| Vriendschappelijk | 2               | 0                    | 1      | 1                | 2 − 4                                 |
| Totaal            | 6               | 2                    | 2      | 2                | 8− 7                                  |

Wedstrijden bepaald door strafschoppen worden, in lijn met de FIFA, als een gelijkspel gerekend.

## Details

### Eerste ontmoeting
| WK 1998 kwalificatie (Kopenhagen, Denemarken, 8 juni 1997): |              | |
| Denemarken | 2 – 0        | Bosnië en Herzegovina |
| Marc Rieper 67' Miklos Molnar 90' | goals        | |
| Bo Johansson | bondscoach   | Fuad Muzurović |
| Peter Schmeichel Thomas Helveg Marc Rieper Jes Høgh Jacob Laursen Jan Heintze 80' Claus Thomsen Allan Nielsen Per Pedersen 66' Jon Dahl Tomasson 51' Brian Laudrup | opstellingen | Mirsad Dedić 71' Nermin Sabić Bakir Beširević 17' Muhamed Konjić Sead Katana Mirsad Hibić Vladimir Glavaš Sead Halilović Elvir Baljić Elvir Bolić 37' Meho Kodro |
| Per Frandsen 51' Miklos Molnar 66' Michael Schjønberg 80' | wissels      | 17' Edin Ramčić 37' Edin Mujčin 71' Vedin Mušić |
| | gele kaarten | 25' Vlatko Glavaš 58' Sead Halilović 60' Mirsad Hibić |

### Tweede ontmoeting
| WK 1998 kwalificatie (Sarajevo, Bosnië en Herzegovina, 20 augustus 1997):                                                                                        |              | |
| Bosnië en Herzegovina | 3 – 0        | Denemarken |
| Edin Mujčin 17' Elvir Bolić 23' (pen.) Elvir Bolić 32' (pen.) | goals        | |
| Fuad Muzurović | bondscoach   | Bo Johansson |
| Mirsad Dedić Nermin Sabić 55' Bakir Beširević Muhamed Konjić Edin Ramčić Mirsad Hibić Edin Mujčin 87' Hasan Salihamidžić Elvir Baljić Elvir Bolić 88' Meho Kodro | opstellingen | Peter Schmeichel 77' Thomas Helveg Marc Rieper Jes Høgh Jacob Laursen Jan Heintze Claus Thomsen Allan Nielsen 55' Michael Laudrup Peter Møller 55' Jon Dahl Tomasson |
| Senad Repuh 55' Enes Demirović 87' Elvedin Beganović 88' | wissels      | 55' Michael Schjønberg 55' Miklos Molnar 77' Ole Bjur |
| Nermin Sabić 50' Mirsad Hibić 76' | gele kaarten | 24' Marc Rieper 50' Allan Nielsen 65' Claus Thomsen |
| - Debuut van Elvedin Beganović (NK Zenica) voor Bosnië en Herzegovina.                                                                                           |              | |

### Derde ontmoeting
| EK 2004 kwalificatie (Kopenhagen, Denemarken, 2 april 2003): |              | |
| Denemarken | 0 – 2        | Bosnië en Herzegovina |
| | goals        | 23' Sergej Barbarez 29' Elvir Baljić |
| Morten Olsen | bondscoach   | Blaž Slišković |
| Thomas Sørensen Jan Michaelsen Martin Albrechtsen René Henriksen Niclas Jensen 81' Claus Jensen 60' Thomas Gravesen Dennis Rommedahl Jon Dahl Tomasson 85' Martin Jørgensen Ebbe Sand | opstellingen | Kenan Hasagić Džemal Berberović Muhamed Konjić Mirsad Hibić Vedin Mušić 84' Mirsad Bešlija Zlatan Bajramović Bulend Biščević 67' Mirko Hrgović 77' Elvir Baljić Sergej Barbarez |
| Morten Wieghorst 60' Per Frandsen 81' Søren Berg 85' | wissels      | 67' Vladan Grujić 77' Dragan Blatnjak 84' Siniša Mulina |
| Morten Wieghorst 70' | gele kaarten | 70' Zlatan Bajramović 73' Bulend Biščević |
| - Debuut van Søren Berg (OB Odense) voor Denemarken. |              | |

### Vierde ontmoeting
| EK 2004 kwalificatie (Sarajevo, Bosnië en Herzegovina, 11 oktober 2003): |              | |
| Bosnië en Herzegovina | 1 – 1        | Denemarken |
| Elvir Bolić 39' | goals        | 12' Martin Jørgensen |
| Blaž Slišković | bondscoach   | Morten Olsen |
| Kenan Hasagić Emir Spahić 46' Vedin Musić Muhamed Konjić 80' Zlatan Bajramović 86' Mirsad Hibić Elvir Bolić Vladan Grujić Sergej Barbarez Hasan Salihamidžić Mirsad Bešlija | opstellingen | Thomas Sørensen Morten Wieghorst René Henriksen Martin Laursen 90+1' Niclas Jensen Thomas Helveg Thomas Gravesen 85' Jesper Grønkjær Jon Dahl Tomasson 55' Martin Jørgensen Christian Poulsen |
| Elvir Baljić 46' Mirko Hrgović 80' Bulent Biščević 86' | wissels      | 55' Dennis Rommedahl 85' Thomas Røll Larsen 90+1' Per Nielsen |
| Emir Spahić 27' Mirsad Bešlija 50' Elvir Baljić 68' Mirko Hrgović 83' | gele kaarten | 69' Niclas Jensen |
| | rode kaarten | 31', 90+1' Thomas Gravesen |